# فرودگاه جیلنگ
فرودگاه جیلنگ (به انگلیسی: Geelong Airport) یک فرودگاه همگانی با کد یاتا GEX است که یک باند فرود شن دارد و طول باند آن ۴۰ متر است. این فرودگاه در شهر جیلان (استرالیا) کشور استرالیا قرار دارد و در ارتفاع ۴۳ متری از سطح دریا واقع شده‌است.